# Glyptodon
 (juillet 2025).
Genre
Le glyptodon, dont le nom signifie dents gravées, est un genre de tatous géants pesant jusqu'à 1,4 tonne qui vivait durant le Néogène en Amérique du Sud, sur une aire de répartition qui comprend le Brésil, l'Argentine et la Bolivie. Ce genre fait partie du super-ordre des Xenarthra (ex-édentés) et de l'ordre des Cingulata, mammifères placentaires apparus en Amérique du Sud.
On estime que le genre Glyptodon est apparu il y a environ 30 millions d'années et a disparu il y a environ 11 000 ans, après l'arrivée de l'Homme moderne sur le continent américain.
Selon certaines recherches, le glyptodon vivait dans la pampa qui recouvrait alors une grande partie de l'Amérique du Sud. Il y a aussi des traces de ce grand tatou en Amérique du Nord.

## Description

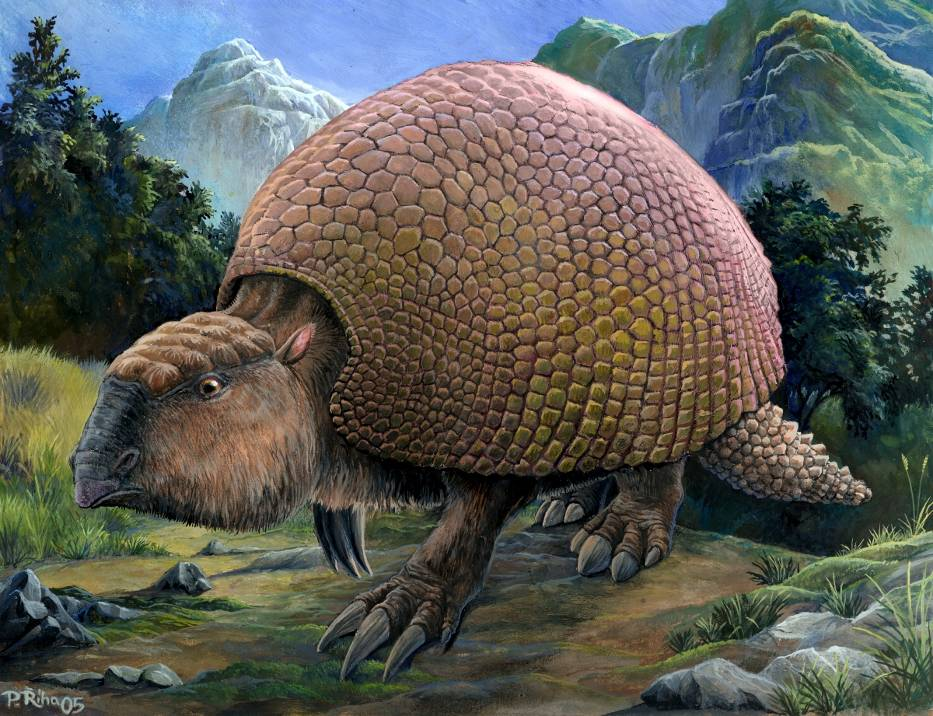
Glyptodon restitué par le paléoartiste Pavel Riha

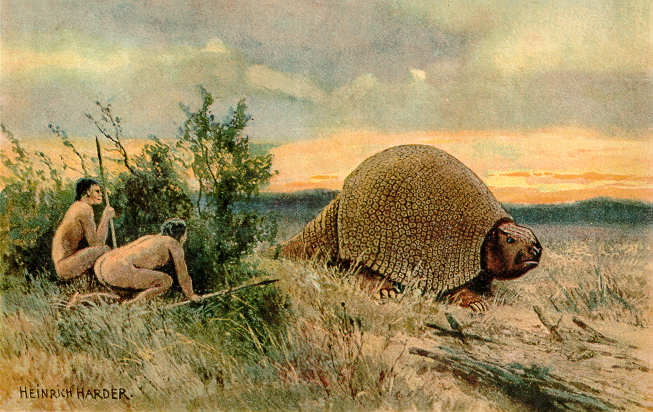
Glyptodon restitué par le paléoartiste Heinrich Harder

Le glyptodon était l'un des plus grands genres de glyptodontidés. Comme dans les autres genres, la cuirasse dorsale en forme de coupole était constituée d'ossifications polygonales de la peau.
Alors que le glyptodon possédait une cuirasse caudale faite d'anneaux mobiles complètement séparés, exactement comme pour Glyptotherium qui lui ressemblait et vivait en Amérique du Nord, les autres genres apparentés, comme Panochthus et Doedicurus, étaient munis à la place d'une enveloppe rigide à la fin de la queue.
Le glyptodon pouvait atteindre un poids allant jusqu'à 1 400 kg, avec une longueur de plus de 3 mètres, ce qui équivaut à peu près au rhinocéros noir.

## Aire géographique
Le glyptodon était répandu en Amérique du Sud, du Pliocène inférieur à la fin du Pléistocène supérieur.

## Mode de vie
Comme les autres membres de sa famille il était herbivore et habitait les savanes.
Des découvertes en Floride montrent que leur carapace puissante ne protégeait pas complètement ces animaux contre les carnivores, et les glyptodons juvéniles étaient la proie des jaguars qui les tuaient d'une morsure au crâne, encore relativement mal protégé.

## Extinction
Comme tous les tatous géants, le glyptodon a disparu vers la fin de la dernière période glaciaire. Les fossiles les plus récents, qui viennent du Brésil, ont environ 11 000 ans.

## Liste des espèces
Plusieurs espèces ont été décrites :
- Glyptodon clavipes, Owen, 1839
- Glyptodon elongatus
- Glyptodon euphractus
- Glyptodon munizi
- Glyptodon reticulatus
- Glyptodon rivapacis